# Андрес, Джессика
Джессика Андрес (англ. Jessica Andres; род. 30 мая 1985 года, Барнсвилль, Миннесота, США) — американская актриса.

## Биография
Родилась в маленьком городке Барнсвилль, Миннесота, США. Актриса известна по роли Азулы в фильме «Повелитель стихий». Снялась вместе с Дженнифер Энистон и Адамом Сэндлером в фильме "Притворись моей женой (Just Go with It)". Её последняя работа фильм - короткометражка "Эллен (Ellen)", где Джессика играет главную роль.

## Творческая деятельность
- «Sublet» (2006 год)
- «Acker» (2007 год)
- «Сплетница» (сериал) (2007-2011 год)
- «The Women» (2008 год)
- «Squatters» (сериал) (2010 год)
- «Ellen» (2010 год)
- «Повелитель стихий» (2010 год)
- «Притворись моей женой» (2011 год)
- «В темноте» (2011 год)
- «Sugar» (2011 год)